# Arquidiócesis de Tirana-Durrës
La arquidiócesis de Tirana-Durrës (en latín: Archidioecesis Tiranen(sis)-Dyrracena y en albanés: Argjipeshkvia katolike Tiranë-Durrës) es una circunscripción eclesiástica latina de la Iglesia católica en Albania, sede metropolitana de la provincia eclesiástica de Tirana-Durrës. La arquidiócesis tiene al arzobispo Arjan Dodaj como su ordinario desde el 30 de noviembre de 2021.

## Territorio y organización

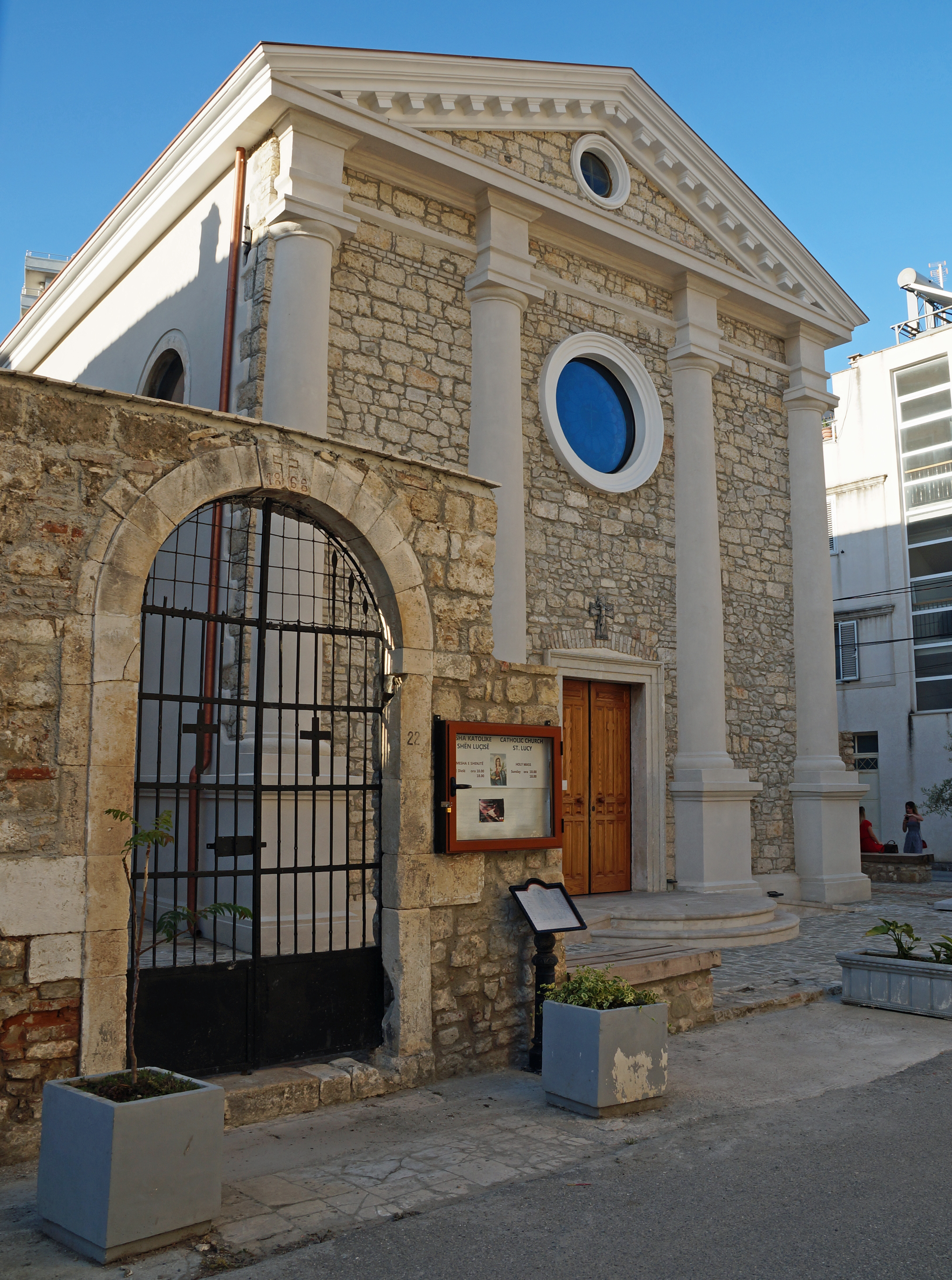
Concatedral de Santa Lucía, Durrës

La arquidiócesis extiende su jurisdicción sobre los fieles católicos de rito latino residentes en los condados de Durrës y de Tirana.
La sede de la arquidiócesis se encuentra en la ciudad de Tirana, en donde se halla la Catedral de San Pablo, mientras que en Durrës se encuentra la Concatedral de Santa Lucía. 
En 2020 la arquidiócesis estaba dividida en 19 parroquias. 

## Historia

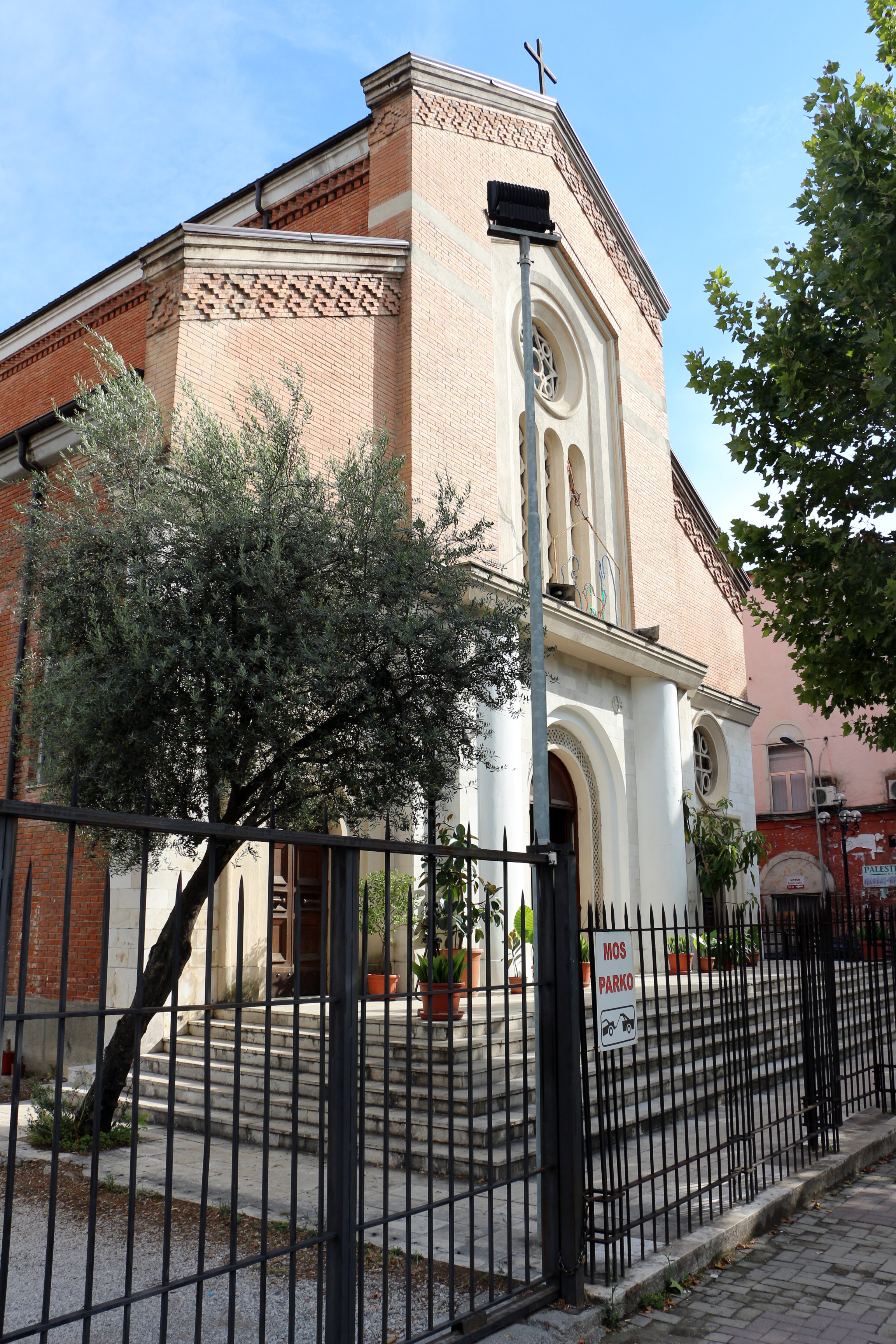
Iglesia del Corazón de Cristo, Tirana

La diócesis de Durrës (en griego Dyrrachion) tiene orígenes antiguos. Según la tradición el apóstol Pablo de Tarso difundió el cristianismo en Iliria e instaló al primer obispo en Dyrrachion, Cesario, uno de los setenta o setenta y dos discípulos mencionados en el Nuevo Testamento. Siempre según la tradición, Astio, sucesor de Cesario en la silla de Durrës, habría sufrido el martirio bajo el emperador Trajano hacia el año 100.
El primer obispo históricamente comprobado es Eucario, presente en el Concilio de Éfeso en 431. Ya en ese momento Durrës era la sede metropolitana de Epiro Nuevo, una provincia también llamada Iliria griega. En la Notitia Episcopatuum atribuida al emperador León VI el Sabio (principios del siglo X), se asignan a Durrës cuatro diócesis sufragáneas: Stefaniaco, Cunavia, Croia y Elisso.
En los siglos siguientes, la sede de Durrës fue disputada durante mucho tiempo entre griegos, búlgaros y serbios y, al final, prevalecieron los griegos y Durrës quedó sujeta a la autoridad del patriarca de Constantinopla. En el siglo XI los obispos de Durrës siguieron a Miguel Cerulario desde el Cisma de Oriente en 1054.
En 1209, tras la conquista cruzada de Constantinopla, se erigió una arquidiócesis de rito latino que fue la sede metropolitana, que coexistía con la antigua diócesis de rito griego, que nunca fue suprimida.
En 1400 perdió el rango de metrópolis y se convirtió en inmediatamente sujeta a la Santa Sede, conservando el título arzobispal. Durante la dominación del Imperio otomano, a partir de 1501, la sucesión episcopal se interrumpió varias veces y los obispos cambiaron de lugar de residencia, trasladándose a Kurbin en 1509 y de allí a Canovia. Incluso a principios del siglo XX los arzobispos de Durrës residían en Delbenisti, en donde el arzobispo tuvo una residencia de verano hasta la Primera Guerra Mundial, y la iglesia de allí también se llamaba catedral. Las autoridades otomanas rara vez permitieron que los obispos católicos ejercieran su cargo hasta mediados del siglo XIX, cuando el arzobispo pudo residir nuevamente en Durrës, por lo que se construyó allí la Catedral de Santa Lucía.
En la primera mitad del siglo XVII y en 1640 la arquidiócesis incorporó respectivamente el territorio de las diócesis de Albania y Stefaniaco, que fueron suprimidas.
La moderna Tirana fue fundada por los otomanos en 1614 y permaneció como enteramente musulmana hasta la llegada de los primeros pobladores ortodoxos a principios del siglo XIX. Pobladores católicos comenzaron a establecerse en Tirana en la década de 1920, luego de que Albania se independizara de los otomanos en 1912 y Tirana fuera proclamada su capital en 1920.
Gran parte de la actual Albania pertenecía a la arquidiócesis, por el norte hasta el río Mat, y por el sur más allá de la frontera moderna hasta Ioannina y Preveza en el norte de Grecia. El 10 de marzo de 1926, en virtud del breve Quae rei sacrae del papa Pío XI, cedió una parte del territorio correspondiente a la actual región de Epiro en Grecia, a la arquidiócesis de Corfú, Zacinto y Cefalonia.
Durante el período de ocupación italiana, el 11 de noviembre de 1939, mediante la bula Inter regiones del papa Pío XII cedió una parte de su territorio para la erección de la administración apostólica del sur de Albania.
Después del final de la Segunda Guerra Mundial, los comunistas tomaron el control de Albania en 1946 y arrestaron al arzobispo Vinçenc Prennushi, que ocupaba el cargo desde 1940. Fue torturado y condenado a veinte años de prisión y trabajos forzados por un tribunal militar en Durrës como enemigo del pueblo. Debilitado por la tortura y el encarcelamiento, murió en prisión en 1949.
La arquidiócesis estuvo vacante durante el régimen comunista de Enver Hoxha. Desde el 18 de abril de 1958 hasta 1992 fue encomendada en secreto como administración apostólica a Nikollë Troshani, pero con la imposición de la prohibición de la religión en Albania en 1967, la arquidiócesis de hecho dejó de existir. A principios de 1967 se cerraron todas las iglesias de Albania, muchas fueron demolidas y otras fueron utilizadas para usos seculares, mientras que todas las propiedades de la Iglesia fueron confiscadas por el Estado.
Luego del final del comunismo en Albania en 1991, el 23 de diciembre de 1992 la arquidiócesis recibió el nombre de Durrës-Tirana y la organización actual por el papa Juan Pablo II. La jerarquía y la administración de la Iglesia en Albania tuvieron que restablecerse por completo y el 25 de abril de 1993, cuando el papa Juan Pablo II visitó Albania, ordenó a 4 obispos, incluido el arzobispo Rrok Kola Mirdita de Tirana-Durrës.
El 7 de diciembre de 1996 mediante la bula Successoris Petri del papa Juan Pablo II, parte del territorio de la arquidiócesis, junto con el perteneciente a la abadía territorial de Orosh, que fue simultáneamente suprimida, fue asignado a la recién erigida diócesis de Rrëshen.
El 25 de enero de 2005 mediante la bula Solet Apostólica Sedes del Papa Juan Pablo II, volvió a ser sede metropolitana, tomando su nombre actual.

## Episcopologio

### Arzobispos griegos
- Eucario † (mencionado en 431)
- Luca † (antes de 449-después de 458)
- Anónimo † (mencionado en 519)
- Mariano † (mencionado en 553 circa)
- Urbicio † (mencionado en 598)
- Sisinnio † (mencionado en 692)
- Niceforo † (mencionado en 787)
- Filippo † (siglo VIII/IX)[9]
- Antonio † (mencionado en 822 circa)
- Luciano † (mencionado en 879)
- Anónimo † (mencionado en 912/923 circa)
- Lorenzo † (antes de 1030-después de 1054)

### Arzobispos latinos
- Manfredo † (circa 1209-1211 falleció)
- A. † (2 de agosto de 1211-?)
- Antonio † (antes de 1296-después de 1301)
- Pietro † (antes de 1303-después de 1304)
- Matteo † (antes de 1320-después de 1334 falleció)
- Pietro da Geronsa, O.F.M. † (23 de marzo de 1340-?)
- Angelo, O.F.M. † (1344-? falleció)
- Antonio da Alessandria, O.F.M. † (25 de mayo de 1349-? falleció)
- Demetrio † (20 de diciembre de 1363-?)
- Giovanni † (28 de septiembre de 1388-? falleció)
- Stefano da Napoli, O.Carm. † (3 de junio de 1394-?)
- Giovanni Panella † (15 de mayo de 1395-16 de mayo de 1399 nombrado arzobispo a título personal de Capaccio)
- Leonardo Piermicheli † (5 de junio de 1399-?)
- Minore † (13 de septiembre de 1403-? falleció)
- Giovanni di Durazzo, O.P. † (1 de octubre de 1412-1421 o 1422 falleció)
- Nicola di Cosma, O.F.M. † (6 de julio de 1422-? falleció)
- Giovanni de Monte † (21 de octubre de 1429-después de 1441 falleció)
- Giacomo da Cortino † (26 de enero de 1457-? falleció)
- Stefano Birello, O.S.M. † (9 de marzo de 1458-1459 falleció)
- Pal Engjëlli † (19 de mayo de 1460-1470 falleció)
- Nicola Barbuti, O.P. † (5 de mayo de 1469-? falleció)
- Marco Cattaneo † (16 de noviembre de 1474-agosto de 1487 falleció)
- Martino Firmani † (18 de febrero de 1492-6 de agosto de 1499 falleció)
- Francesco Quirini † (27 de noviembre de 1499-1 de agosto de 1505 falleció)
- Nicola Foresio, O.E.S.A. † (1 de septiembre de 1505-1510 falleció)
- Gabriele Mascioli, O.E.S.A. † (1511-25 de octubre de 1534 falleció)
- Giorgio Stemagu † (21 de junio de 1535-circa 1540 falleció)
- Ludovico Bianchi, O.F.M.Conv. † (16 de abril de 1540-?)
  - Sede vacante
- Decio Carafa † (circa 1608-7 de enero de 1613 nombrado arzobispo de Nápoles)
- Antonio Provana † (21 de julio de 1622-19 de enero de 1632 nombrado arzobispo de Turín)
- Girolamo Greco † (1634-?)
- Marco Scura, O.F.M. † (10 de septiembre de 1640-27 de abril de 1656 falleció)
- Nicola Carpegna † (27 de agosto de 1657-1670 falleció)
- Gerardo Galata † (19 de mayo de 1670-circa 1696 falleció)
  - Nicola Vladagni † (27 de junio de 1698-30 de marzo de 1700) (administrador apostólico)
- Pietro Zumi † (30 de marzo de 1700-1720 falleció)
- Pietro Scurra † (30 de septiembre de 1720-1737 falleció)
- Giovanni Galata † (26 de enero de 1739-antes del 28 de febrero de 1752 falleció)
- Nicolò Angelo Radovani † (18 de diciembre de 1752-antes del 16 de mayo de 1774 falleció)
- Tommaso Mariagni † (27 de junio de 1774-1808?)
- Paolo Galata † (1808 por sucesión- 12 de agosto de 1836 falleció)
- Nicola Bianchi † (26 de junio de 1838-7 de mayo de 1843 falleció)
- Giorgio Labella, O.F.M.Ref. † (26 de noviembre de 1844-4 de junio de 1847 renunció)
- Raffaele D'Ambrosio, O.F.M.Ref. † (17 de diciembre de 1847-27 de noviembre de 1892 renunció)
- Primo Bianchi † (17 de julio de 1893-12 de junio de 1922 renunció[10])
- Francesco Melchiori, O.F.M. † (12 de junio de 1922 por sucesión- 31 de octubre de 1928 falleció)
- Pjetër Gjura † (15 de mayo de 1929-9 de julio de 1939 falleció)
- Beato Vinçenc Prennushi, O.F.M. † (26 de junio de 1940-19 de marzo de 1949 falleció)
  - Sede vacante (1949-1992)
  - Nikollë Troshani † (18 de abril de 1958-1991 retirado) (administrador apostólico)
- Rrok Kola Mirdita † (25 de diciembre de 1992-7 de diciembre de 2015 falleció)
- George Anthony Frendo, O.P. (17 de noviembre de 2016-30 de noviembre de 2021 retirado)
- Arjan Dodaj, desde el 30 de noviembre de 2021

## Estadísticas
De acuerdo al Anuario Pontificio 2021 la arquidiócesis tenía a fines de 2020 un total de 125 375 fieles bautizados.
| Año                                                                             | Población            | Población | Población      | Sacerdotes | Sacerdotes    | Sacerdotes    | Bautizados por sacerdote | Diáconos permanentes | Religiosos | Religiosos | Parroquias |
| Año                                                                             | Bautizados católicos | Total     | % de católicos | Total      | Clero secular | Clero regular | Bautizados por sacerdote | Diáconos permanentes | Varones    | Mujeres    | Parroquias |
| ------------------------------------------------------------------------------- | -------------------- | --------- | -------------- | ---------- | ------------- | ------------- | ------------------------ | -------------------- | ---------- | ---------- | ---------- |
| 1950                                                                            | 28 877               | ?         | ?              | 28         | 13            | 15            | 1 031                    |                      |            |            | 20         |
| Sede vacante. Datos desconocidos.                                               |                      |           |                |            |               |               |                          |                      |            |            |            |
| 1999                                                                            | 62 000               | 892 000   | 7.0            | 30         | 8             | 22            | 2066                     |                      | 25         | 87         | 19         |
| 2000                                                                            | 67 429               | 897 429   | 7.5            | 34         | 8             | 26            | 1983                     |                      | 30         | 103        | 18         |
| 2001                                                                            | 114 300              | 1 000     | 11.4           | 35         | 9             | 26            | 3265                     |                      | 30         | 106        | 18         |
| 2002                                                                            | 96 645               | 1 000     | 9.7            | 37         | 11            | 26            | 2612                     |                      | 31         | 108        | 18         |
| 2007                                                                            | 107 000              | 1 220 000 | 8.7            | 40         | 11            | 29            | 2675                     |                      | 33         | 129        | 19         |
| 2010                                                                            | 130 380              | 1 205 000 | 10.8           | 39         | 9             | 30            | 3343                     |                      | 35         | 118        | 19         |
| 2014                                                                            | 135 400              | 1 206 000 | 11.2           | 39         | 10            | 29            | 3471                     |                      | 33         | 110        | 19         |
| 2017                                                                            | 135 400              | 1 204 000 | 11.2           | 33         | 5             | 28            | 4103                     |                      | 29         | 122        | 20         |
| 2020                                                                            | 125 375              | 1 247 330 | 10.1           | 37         | 5             | 32            | 3388                     |                      | 33         | 107        | 19         |
| Fuente: Catholic-Hierarchy, que a su vez toma los datos del Anuario Pontificio. |                      |           |                |            |               |               |                          |                      |            |            |            |